# Station Zeze
Station Zeze  (膳所駅,  Zeze-eki) is een spoorwegstation in de Japanse stad Ōtsu. Het wordt aangedaan door de Biwako-lijn (JR West) en de Ishiyama-Sakamoto-lijn (Keihan). Beide maatschappijen hebben eigen stations (het station van Keihan wordt aangeduid als ‘Keihan-Zeze’), die zich naast elkaar bevinden en met elkaar verbonden zijn. Er zijn in totaal zes sporen, gelegen aan twee eilandperrons en twee zijperrons.

## Lijnen

### JR West
| 1,2 | ■ Biwako-lijn | richting Kusatsu, Maibara en Nagahama |
| 3,4 | ■ Biwako-lijn | richting Kioto en Ōsaka               |

### Keihan
| 1 | ■ Ishiyama-Sakamoto-lijn | richting Hamaōtsu en Sakamoto            |
| 2 | ■ Ishiyama-Sakamoto-lijn | richting Keihan-Ishiyama en Ishiyamadera |

## Geschiedenis
Het station van JR werd in 1880 geopend als het station Baba (馬場) . In 1913 werd de naam veranderd in Ōtsu (大津), om in 1921 weer Baba genoemd te worden. In 1934 kreeg het de huidige naam. 

Het station van Keihan werd in 1913 geopend. In 1937 kreeg het de naam Keihan-Zeze.

## Overig openbaar vervoer
Bussen van Keihan, de Ōmi Spoorwegmaatschappij en Teisan Kōnan Kōtsū.